# Dominique Lamb
Dominique Lamb est une ancienne joueuse de volley-ball américaine née le 5 décembre 1985 à Phoenix (Arizona). Elle mesure 1,86 m et jouait au poste de centrale.

## Clubs
| Club                    | De        | À         |
| ----------------------- | --------- | --------- |
| University of Arizona   | 2004-2005 | 2006-2007 |
| TVC Amstelveen          | 2010-2011 | 2010-2011 |
| Minerva Volley Pavia    | 2011-2012 | 2011-2012 |
| CV 2004 Tomis Constanţa | 2012-2013 | 2012-2013 |
| Rote Raben Vilsbiburg   | 2013-2014 | 2013-2014 |

## Palmarès
- Supercoupe des Pays-Bas
  - Vainqueur : 2010.
- Coupe d'Allemagne
  - Vainqueur : 2014.
- Championnat d'Allemagne
  - Finaliste : 2014.